# Storena harveyi
Storena harveyi là một loài nhện trong họ Zodariidae.
Loài này thuộc chi Storena. Storena harveyi được Rudy Jocqué & Barbara C. Baehr miêu tả năm 1995.